# Koninklijk Atheneum Keerbergen
Het Koninklijk Atheneum te Keerbergen is een gemeenschapsschool gelegen in de groene omgeving van het meer van Keerbergen aan de Vlieghavenlaan.
De school biedt onderdak aan meer dan 2000 leerlingen, verdeeld over een aparte kleuterschool, lagere school, lager middelbaar (eerste graad) en atheneum (tweede en derde graad).

## Geschiedenis
De gebouwen werden tijdens de Tweede Wereldoorlog gebruikt als hoofdkwartier voor de bezetter, omdat het huidige meer toen nog een vliegveld was. Nadien werd de school gebruikt als sanatorium voor verzwakte kinderen (jongens).
Van 1978 tot 2002 was het meisjesinternaat van de campus ondergebracht in het historisch gebouw Le Grand Veneur op een korte afstand van de school.

## Onderwijsaanbod
Het atheneum kent een uitgebreid aanbod van richtingen ASO. Het aanbod in TSO en BSO is eerder beperkt.

## Bekende alumni
- Stoffel Bollu
- Marc Coessens
- Rik Daems
- Peter Piot
- Moora Vander Veken
- Eva Daeleman
- Peter Verlinden
- Nasrien Cnops
- Peggy De Landtsheer

## Bekende leerkrachten
- Bea Van der Maat
- Brigitte Raskin

## Trivia
- In 2000 vierde de school haar 50-jarig bestaan.
- In2025 vierde ze het 75 jaar bestaan.